# سكانديا (مينيسوتا)
سكانديا (بالإنجليزية: Scandia, Minnesota)‏ هي مدينة تقع في ولاية مينيسوتا في الولايات المتحدة. تبلغ مساحة هذه المدينة 103.13 (كم²)، وترتفع عن سطح البحر 267 م، بلغ عدد سكانها 3936 نسمة في عام 2010 حسب إحصاء مكتب تعداد الولايات المتحدة.

## التركيبة السكانية
قام مكتب تعداد الولايات المتحدة بتحديد بيانات التركيبة السكانية لسكانديا في تعداد الولايات المتحدة. في ما يلي، التركيبة السكانية حسب تعدادي 2000 و2010.

### تعداد عام 2000
بلغ عدد سكان سكانديا 436 نسمة بحسب تعداد عام 2000، وبلغ عدد الأسر 192 أسرة وعدد العائلات 123 عائلة مقيمة في المدينة. في حين سجلت الكثافة السكانية 926.7 نسمة لكل ميل مربع (357.8/كم2). وبلغ عدد الوحدات السكنية 239 وحدة بمتوسط كثافة قدره 508.0 نسمة لكل ميل مربع (196.1/كم2).
وتوزع التركيب العرقي للمدينة بنسبة 99.31% من البيض و 0.69% من الأمريكيين الأصليين.
بلغ عدد الأسر 192 أسرة كانت نسبة 30.2% منها لديها أطفال تحت سن الثامنة عشر تعيش معهم، وبلغت نسبة الأزواج القاطنين مع بعضهم البعض 57.8% من أصل المجموع الكلي للأسر، ونسبة 4.7% من الأسر كان لديها معيلات من الإناث دون وجود شريك، وكانت نسبة 35.9% من غير العائلات. تألفت نسبة 33.3% من أصل جميع الأسر من أفراد ونسبة 20.8% كانوا يعيش معهم شخص وحيد يبلغ من العمر 65 عاماً فما فوق. وبلغ متوسط حجم الأسرة المعيشية 2.91، أما متوسط حجم العائلات فبلغ 2.27.
بلغ العمر الوسطي للسكان 42 عاماً. وكانت نسبة 26.8% من القاطنين تحت سن الثامنة عشر، وكانت نسبة 6.0% بين الثامنة عشر والأربعة وعشرون عاماً، ونسبة 24.5% كانت واقعةً في الفئة العمرية ما بين الخامسة والعشرون حتى والأربعة وأربعون عاماً، ونسبة 22.7% كانت ما بين الخامسة والأربعون حتى الرابعة والستون، ونسبة 20.0% كانت ضمن فئة الخامسة والستون عاماً فما فوق. يوجد لكل 100 أنثى 91.2 ذكر، ويوجد لكل 100 أنثى في الثامنة عشر من عمرها فما فوق 89.9 ذكر.
بلغ متوسط دخل الأسرة في المدينة 29,896 دولار، أما متوسط دخل العائلة فبلغ 37,031 دولار. وكان متوسط دخل الذكور 25,833 دولار مقابل 14,688 دولار للإناث. وسجل دخل الفرد الخاص بالمدينة 15,619 دولار. وكانت نسبة 8.1% من العائلات ونسبة 12.8% من السكان تحت خط الفقر، وكان من هؤلاء نسبة 11.9% تحت سن الثامنة عشر ونسبة 26.0% في الخامسة والستين من العمر وما فوق.

### تعداد عام 2010
بلغ عدد سكان سكانديا 3,936 نسمة بحسب تعداد عام 2010، وبلغ عدد الأسر 1,499 أسرة وعدد العائلات 1,178 عائلة مقيمة في المدينة. في حين سجلت الكثافة السكانية 113.1 نسمة لكل ميل مربع (43.7/كم2). وبلغ عدد الوحدات السكنية 1,704 وحدة بمتوسط كثافة قدره 49.0 لكل ميل مربع (18.9/كم2).
وتوزع التركيب العرقي للمدينة بنسبة 97.2% من البيض و 0.4% من الأمريكيين الأصليين و 1.0% من الأمريكيين ذوي الأصول الآسيوية و 0.1% من الأمريكيين الأفارقة و 0.9% من عرقين مختلطين أو أكثر.
```
وبلغت نسبة 
الأزواج
 القاطنين مع بعضهم البعض 69.9% من أصل المجموع الكلي للأسر، ونسبة 5.1% من الأسر كان لديها معيلات من الإناث دون وجود شريك، بينما كانت نسبة 3.5% من الأسر لديها معيلون من الذكور دون وجود شريكة وكانت نسبة 21.4% من غير العائلات. وبلغ متوسط حجم الأسرة المعيشية 2.94، أما متوسط حجم العائلات فبلغ 2.61.
```

وتوزع التركيب الجنسي للسكان بنسبة 51.2% ذكور و48.8% إناث.

## وصلات خارجية
- ci.scandia.mn.us
- The US50 - Cities and Towns in Minnesota State